# Geum aequilobatum
Geum aequilobatum är en rosväxtart som beskrevs av K.M. Purohit och G. Panigrahi. Geum aequilobatum ingår i släktet nejlikrotsläktet, och familjen rosväxter. Inga underarter finns listade i Catalogue of Life.